# Платонов Олексій Миколайович
Олексі́й Микола́йович Плато́нов (нар. 6 вересня 1937, Чита, Росія) — український вчений в галузі мінералогії, професор, доктор геолого-мінералогічних наук.

## Життєпис
Народився 6 вересня 1937 року в місті Читі (Росія). У 1959 році з відзнакою закінчив геологічний факультет Київського державного університету.
З 1961 року — науковий працівник відділу мінералогії Інституту геологічних наук АН УРСР. У 1965 році вступив до аспірантури Інституту фізики твердого тіла АН СРСР, де навчався під керівництвом А. С. Марфуніна. У 1968 році захистив кандидатську дисертацію на тему «Дослідження фізичних властивостей, політипії та ізоморфних заміщень у природних сфалеритах».
У 1968 році прийнятий на роботу до новоствореного Інституту геохімії й фізики мінералів АН УРСР (нині — Інститут геохімії, мінералогії та рудоутворення імені М. П. Семененка НАН України), де пройшов шлях від молодшого наукового співробітника відділу кристалохімії і мінералогії до завідувача (1975—2003 рр.) відділу спектральних методів дослідження мінеральної речовини (у подальшому — відділ оптичної спектроскопії мінералів). Одночасно, протягом 1978—1981 років, був заступником директора інституту з наукової роботи.
У березні 1974 року на вченій ради ІГЕМ АН СРСР захистив докторську дисертацію на тему «Експериментальне і теоретичне дослідження природи та типоморфного значення забарвлення мінералів». Очолював Комісію з фізики мінералів при Всесоюзному мінералогічному товаристві АН СРСР.
Протягом 13 років був відповідальним секретарем, а згодом — заступником головного редактора міжвідомчого республіканського збірника «Конституция и свойства минералов». Член редколегій журналів: «Мінералогічний журнал», «Записки Всероссийского минералогического общества», «Mineralogia Polonica», «Physics and Chemistry of Minerals».

## Наукова діяльність
О. М. Платонов опублікував понад 300 наукових праць, у тому числі 8 монографій.

## Нагороди і почесні звання
Лауреат Державної премії УРСР в галузі науки і техніки за цикл робіт в галузі з теоретичної і регіональної мінералогії (1983). Лауреат дослідницької премії імені Олександра фон Гумбольдта (1993, Німеччина).
Почесний член Польського мінералогічного товариства (1996), Українського мінералогічного товариства (2011).